# Universiteit van Lapland
De Universiteit van Lapland (Fins: Lapin yliopisto (LY)) is een universiteit in de Finse stad Rovaniemi.
Deze universiteit werd in 1979 gesticht en is de meest noordelijke universiteit van de Europese Unie. Het Arctisch Centrum is onderdeel van de universiteit.

## Faculteiten
De Universiteit van Lapland is verdeeld in vier faculteiten:
1. faculteit onderwijs - kasvatustieteiden tiedekunta (KTK)
2. faculteit rechtsgeleerdheid - oikeustieteiden tiedekunta (OTK)
3. faculteit letteren - taiteiden tiedekunta (TTK)
4. faculteit sociale wetenschappen - yhteiskuntatieteiden tiedekunta (YTK)

## Alumni
- Liisa Rantalaiho (1933), socioloog
- Pigga Keskitalo (1972), politicus
- Katri Kulmuni (1987), politicus